# Landskap (kortfilm)
Landskap är en kortfilm från 1988 av konstnären och filmaren Claes Söderquist. 
Landskap filmades av Söderquist tillsammans med Lennart Carlsson och Hans Schött. Filmen är inspirerad av minimalistisk film och framför allt av kanadensaren Michael Snows Wavelenght, 1976. Landskap bildar tillsammans med Passager – ett stadsporträtt (2001) och Labyrint (2013) en trilogi som utforskar rummet genom naturen och staden. Genom en serie av långa kameraåkningar längs Verkeån, filmade vid Christinehofs slott, skildras årstidernas växlingar. Åkningarna leder betraktaren framåt och in i bilden. Landskap är på många sätt typisk för den minimalistiska filmen. Ett fåtal ingredienser som platsen, tiden och kamerarörelsen, resulterar i ett verk som delvis är hårt strukturerat men som också tillåter slumpen och naturen att ge det dess form. Filmen har visats på ett flertal utställningar, i minibion på Moderna museet, Stockholm, 2012, samt i utställningen "Passager", med verk från 1960-talet till 2013 visades på Konstakademien, Stockholm, 2013, och på Kristianstads konsthall 2014. Filmen ingår i Moderna Museets samling.